# Stipacoccus xilinhatus
Stipacoccus xilinhatus är en insektsart som beskrevs av Tang 1992. Stipacoccus xilinhatus ingår i släktet Stipacoccus och familjen ullsköldlöss. Inga underarter finns listade i Catalogue of Life.